# كولن مكومب
كولن مكومب (بالإنجليزية: Colin McComb)‏ هو كاتب ومؤلف أمريكي، ولد في 1 مايو 1970 في إيفانستون في الولايات المتحدة.

## وصلات خارجية
- كولن مكومب على موقع ميوزك برينز (الإنجليزية)